# LiveLeak
LiveLeak était un site web choc de partage de vidéos. Fondé en octobre 2006, il est basé à Londres.
Souvent controversée pour son contenu violent, gore, la plate-forme permet à ses utilisateurs de publier des vidéos d'actualités non-censurées.
Le 5 mai 2021, son fondateur annonce la fermeture de la plateforme,.

## Controverses
Le site a été accusé de permettre la diffusion libre de contenus extrêmes voire « atroces », car ce dernier refuse de « censurer la liberté d'expression ».